# Зинта, Прити
Прити Зинта (хинди प्रीति ज़िंटा, англ. Preity Zinta; род. 31 января 1975 года, Шимла) — индийская актриса, одна из ведущих киноактрис Болливуда, принимавшая участие также в фильмах на телугу, панджаби и английском языке. За свою первую роль в фильме «Любовь с первого взгляда» была отмечена Filmfare Award за лучший дебют. В 2003 получила премию за лучшую женскую роль в фильме «Наступит завтра или нет». Была награждена «Серебряным Хьюго» на Международном кинофестивале в Чикаго и номинирована на кинопремию «Джини» за роль в индийско-канадском фильме «Небеса на земле».
Вдобавок к карьере актрисы, Зинта написала серию колонок для BBC News Online South Asia. Она также является общественным деятелем, телеведущей и регулярно выступает на сцене. Основала продюсерский дом PZNZ Media и является совладельцем крикетной команды  Kings XI Punjab.

## Биография
Прити Зинта родилась в Шимле в семье офицера индийской армии Дургананда Зинты и его жены Нилпрабхи. У Прити есть два брата Дипанкар и Маниш, на год старше и на год младше её соответственно. Дипанкар пошёл по стопам отца и служит в армии в Пуне, Маниш живёт в Лос-Анджелесе. Когда Прити было 13 лет, её отец погиб в автокатастрофе, а мать была тяжело ранена и, как следствие, прикована к постели в течение двух лет.
Так как из-за работы её отца семья была часто в разъездах, Прити училась в школе-интернате при монастыре Иисуса и Марии в Шимле. После его окончания она поступила в St. Bede's College и с отличием окончила курс английской литературы, а затем взяла дополнительные курсы по специальности «психолог-криминалист». Случайно встретив режиссёра рекламных роликов на дне рождения своего друга в 1996, Прити согласилась на его предложение принять участие в пробах и снялась в своём первом рекламном ролике Perk chocolates.

## Карьера

### Дебют
В 1997 году, сопровождая друга на пробы, Прити встретила режиссёра Шекхара Капура, который убедил её также пройти прослушивание и стать актрисой. Она подписалась на роль в его фильме Tara Rum Pum Pum, но съёмки были отменены. Однако Шекхар успел дать Прити хорошие рекомендации, и она была приглашена на 20-минутную роль в фильме Мани Ратнама «Любовь с первого взгляда».
Дебютировать она должна была в «Легкомысленной девчонке» Кундана Шаха, но выход фильма был отложен до 2000 года. Также был отложен релиз другого её фильма — «Доброе имя», так что её дебютом в кино стал «Любовь с первого взгляда», главные роли в котором сыграли Шахрух Хан и Маниша Коирала. За оба этих фильма она получила Filmfare Award за лучшую дебютную женскую роль.
Она также снялась в двух фильмах на телугу: «Жених из Бомбея» (1998) с Венкатешем и «Принц № 1» (1999) с Махешем Бабу. А следующим её фильмом на хинди стал «Криминальный роман» в паре с Акшаем Кумаром, основанный на триллере «Молчание ягнят».
Вышедшая, наконец, «Легкомысленная девчонка», поднимающая острую для Индии тему рождения ребёнка вне брака, неожиданно стала хитом. Фильм принёс Прити первую номинацию на Filmfare Award. India Today сообщила, что Зинта принадлежит к новому поколению актрис, которые не боятся ломать сложившиеся стереотипы героини индийского кино. В этом же году она снялась в драме Видху Винода Чопры «Миссия „Кашмир“» вместе с Санджаем Даттом и Ритиком Рошаном. Фильм затрагивал тему терроризма и преступности, и Прити сыграла в нём журналистку и подругу детства главного героя. Картина имела успех в прокате и заняла третье место в списке самых кассовых фильмов года.
В 2001 году Зинта заработала положительные отзывы критиков ролью в дебютном фильме Фархана Ахтара «Любящие сердца». Здесь она сыграла современную индийскую девушку, возлюбленную героя Аамира Хана. Фильм приобрёл популярность у критиков, которые отмечали реалистичное изображение индийской молодёжи, и имел средний успех в кассе, хорошо зарекомендовав себя в городах, но не в сельской местности, что критики объясняли показанным в нём городским образом жизни. Rediff.com описал Зинту в этом фильме как «… красивую и яркую, колеблющуюся между привлекательно наивной и сбитой с толку».
Другим её фильмом 2001 года стал «Чужой ребёнок» режиссёрского дуэта Аббас — Мастан, выпущенный на год позже намеченного срока из-за суда над продюсером Бхаратом Шахом. Картина одной из первых в Индии поднимала тему суррогатного материнства. Здесь Зинта исполнила роль Мадхубалы, проститутки, согласившейся выносить чужого ребёнка. Изначально она хотела отказаться, но режиссёр Аббас сумел её уговорить. Чтобы подготовиться к роли, Прити посетила несколько баров и ночных клубов в квартале красных фонарей Мумбаи, дабы изучить жаргон и манеры местного контингента. Эта роль принесла ей вторую номинацию на Filmfare Award за лучшую женскую роль второго плана. Суканья Верма из Rediff.com написал, что «Прити Зинта, которая очевидно имеет самую глубокую роль из всех в фильме, приложила все усилия. Её трансформация из дерзкой и невозмутимой проститутки в чувствительного и сердечного человека удивительно правдоподобна».
В 2002 году она сыграла главную роль в семейной драме Кундана Шаха «Мне нужна только любовь» вместе с Рекхой, Арджуном Рампалом и Махимой Чаудхари. Хотя фильм не имел успеха в прокате, её игра была отмечена критиками. Таран Адарш из Bollywood Hungama написал, что Прити Зинта «затмевает всех с безукоризненным исполнением роли. Её сцены с Рекхой (вторая половина) и Алоком Натхом (преддверие кульминации) являются просто выдающимися. Вот работа, которая, несомненно, получит почести хунты и критиков от всего сердца».

### Успех
Зинта исполнила главные женские роли в трёх самых кассовых фильмах 2003 года: «Из воспоминаний», «Ты не одинок» и «Наступит завтра или нет?». «Из воспоминаний», где она снялась вместе с Санни Деолом и Приянкой Чопра, был патриотической драмой об индийском шпионе и террористах. Прити сыграла деревенскую девушку Решму, которая влюбляется в индийского офицера и втягивается в шпионскую сеть. «Из воспоминаний» стал самым дорогим фильмом Болливуда на то время. Однако хотя он и стал третьи по величине сборов, полностью окупить затраты не смог. Неудача в прокате постигла также фильм «Надежда», где снялись такие звёзды как Амитабх Баччан и Анил Капур. Зинта исполнила роль жены главного героя, страдающей шизофренией. Однако фильм получил преимущественно положительные отзывы, особенных похвал удостоилась игра Прити. Халид Мохамед из Mid Day назвал её «энергичной похитительницей внимания, искусно исполняющей маниакальные перепады настроения». «Надежда» принесла ей номинации в категории «Лучшая отрицательная роль» сразу нескольких кинопремий, включая Filmfare Award. В том же году вышел фантастический фильм Ракеша Рошана «Ты не одинок», где она сыграла вместе с Ритиком Рошаном и Рекхой. Роль девушки, подружившейся с умственно отсталым главным героем, принесла ей очередную номинацию на Filmfare за лучшую роль. Фильм имел финансовый и критический успех и стал самым кассовым среди всех фильмов Прити, заработав в прокате 79 крор рупий.
Последним фильмом Зинты в 2003 году стал, снятый в Нью-Йорке фильм «Наступит завтра или нет?». Помимо Прити в нём снялись такие звёзды, как Шахрух Хан, Саиф Али Хан, Джая Баччан. Фильм стал вторым хитом года в Индии после «Ты не одинок» и самым кассовым индийским фильмом заграницей, собрав 77,9 крор по всему миру. Прити сыграла вечно недовольную американскую девушку индийского происхождения, которая влюбляется в парня с неизлечимым пороком сердца. Роль принесла ей несколько наград, в том числе её единственную Filmfare Award за лучшую женскую роль. Дерек Элли из Variety написал: «Зинта, которая выросла за последние три года или около того, никогда не была лучше, окончательно перейдя от роли болтушки к харизматичной молодой женщине со своей сексуальной, уверенной Наиной».
В 2004 году она сыграла теле-журналистку Ромилу Датт в военной драме Фархана Ахтара «Цель жизни» в паре с Ритиком Рошаном. Фильм был основан на событиях Каргильской войны в 1999 году, а персонаж Прити создан по образу Барки Датт, единственной женщины-репортёра, освещавшей конфликт. Фильм имел успех у критиков, тем не менее игра Прити получила смешанные отзывы. Намрата Джоши из Outlook сравнила её с «подростком, пытающимся сделать новостной скетч для студенческого фестиваля», Rediff.com заключил «Зинта имеет довольно хорошую роль и достаточно экранного времени в фильме, и она проделала довольно приличную работу в нём, даже не будучи эффектной». В том же году Яш Чопра снял её в главной женской роли в романтической саге «Вир и Зара», ставшей самым кассовым фильмом года и собравшим в мировом прокате более 900 миллионов рупий. Фильм был показан на Берлинском кинофестивале и выиграл несколько крупных индийских премий в номинации «Лучший фильм». Исполнение роли пакистанской девушки Зары, потребовавшее изучить нюансы языка урду, принесло Прити четвёртую номинацию на Filmfare за лучшую роль. Variety высоко расценил её как «самую интересную молодую актрису своего поколения» и написал, что она показала «своё привычное живое «я», как упрямая Зара». «Вир и Зара» стал вторым грандиозным кассовым успехом Зинты и третьим серьёзным успехом за два года подряд.
В 2005 году Зинта приняла участие в двух фильмах. Её первым релизом была комедия «Мы будем любить» в паре с Говиндой, производство которого откладывалось с 2002 года. Фильм собрал негативные отзывы и скудный доход в кассе. У Прити была небольшая роль, которую приняли не очень хорошо. В дальнейшем она снялась в паре с Саифом Али Ханом в комедии Сиддхарта Ананда «Салам Намасте». Выпущенная Yash Raj Films, это была первая картина снятая полностью в Австралии и впоследствии стала наиболее кассовым фильмом Болливуда за пределами Индии, заработав 200 миллионов рупий заграницей и 570 по всему миру. Фильм рассказывал историю о паре современных индийцев, решивших жить вместе, и о сложностях связанных с незапланированной беременностью. «Салам Намасте» получил в основном положительные отзывы, и игра Прити заработала ей номинацию «Лучшая женская роль» ряда кинопремий. Таран Адарш назвал её «потрясающей» и аргументировал это тем, что она показала «своё наиболее совершенное исполнение на сегодняшний день». The New York Times заметила: «She is cheerleader-homecoming queen-fraternity sweetheart pretty, так что даже когда её персонаж сурова, трудно не любить её».
Зинта успешно продолжила карьеру в 2006 году, снявшись в «Никогда не говори „прощай“» Карана Джохара, актёрский ансамбль которого включал Шахрух Хана, Рани Мукерджи, Абхишека и Амитабха Баччанов и Кирон Кхер. Фильм стал одним из самых больших кассовых хитов, собрав в прокате более 1 млрд рупий. Сюжет рассказывает о двух несчастных в браке парах и последующей внебрачной связи между представителями каждой из них. Зинта сыграла роль амбициозного редактора модного журнала, муж которой ей изменяет. Она описала роль как попытку найти себе новый имидж. The Indian Express сошлась во мнении, что попытка была успешной: «Девушка не просто смотрелась гламурно, но она держалась с самообладанием, сидела с изяществом, улыбалась с хладнокровием и говорила со спокойствием. Кто бы мог подумать, что игристая девочка может так искусно сбросить свою извечную бирку и с лёгкостью одержать победу как девушка типа „не шутите со мной“».
Затем актриса снялась в романтической комедии Шириша Кундера «Моя любимая», рассказывающей о двух мужчинах (в исполнении Салмана Хана и Акшая Кумара), влюблённых в одну женщину. Зинта сыграла роль Прии — центра внимания двух героев. Фильм изначально получил смешанные отзывы от критиков и в конечном итоге собрал скудную кассу. Её исполнение было хорошо воспринято, однако незначительность роли подверглась критике. Раджа Сен отнёс её роль к «всего лишь украшению», но также заявил, что «она является по-настоящему живой в последней сцене фильма, момент, который заставляет вас сокрушаться о том, почему сегодня кинематографисты не позволяют актрисе с детским лицом больше веселья, а заставляют её обильно рыдать. Она не так уж много делает в „Моей любимой“, но выглядит соответственно привлекательной».

### Новые карьерные перспективы и перерыв
В 2007 году изобразила на экране британско-пакистанскую женщину по имени Алвира Хан в её третьем проекте Yash Raj Films — комедии «Встреча, подарившая любовь» режиссёра Шаада Али. Актёрский ансамбль фильма включал Абхишека Баччана, Бобби Деола и Лару Датта. Картина стала критическим и коммерческим провалом, а несколько рецензентов подвергли роль Прити резкой критике. The Times of India описала её как «слишком пластиковую» и Rediff.com заключила, что «судя по акценту на эмоции, Прити невзрачна и просто невыносима в этом фильме».
После провала двух своих коммерческих фильмов, Прити начала работать с артхаусными режиссёрами и повернулась в сторону нео-реалистичных картин, известных как индийское параллельное кино. Она сыграла в своём первом англоязычном фильме «Последний Лир» Ритупарно Гхоша в паре с Амитабхом Баччаном. Фильм был впервые показан на Кинофестивале в Торонто и хорошо принят. Более поздние рецензии в Индии были одобрительными, Раджив Масанд из CNN-IBN написал «Прити Зинта справляется с её сценами грамотно, не позволяя её милому образу отнять то воздействие, которое она создаёт здесь в качестве конфликтной, зрелой женщины».
Далее Зинта сыграла в «Героях» Самира Карника — роуд-муви о двух студентах выпускниках, путешествующих по Северной Индии, чтобы вручить три не отосланных письма, написанных солдатами, погибшими в Каргильской войне, их семьям. Фильм состоит из трёх частей, каждая из которых посвящена одной из семей. Зинта выступает в главной роли в первой части, как вдова героя Салмана Хана, ставшая единственным кормильцем семьи и в одиночку воспитывающая сына. В рамках подготовки к роли, Зинта посещала актёрскую школу Анупама Кхера, чтобы изучить диалект и манеры пенджабской женщины. Фильм вышел на экраны со смешанной критической реакцией, но её исполнение роли получило восторженные отзывы. Ананд Сингх из Hindustan Times написал: «Он [Самир Карник] имеет успех — в основном потому, что Прити Зинта привносит в роль солидность и достоинство, которые видны на лицах обычных женщин — это вероятно её совершеннолетие в качестве актрисы».
В апреле 2008 завершила съёмки в драме Джахну Баруа Har Pal, однако выход фильма по разным причинам был отложен на несколько лет. В том же году она сыграла главную роль в канадском фильме Дипы Мехты «Небеса на земле» — мистической драме на пенджабском языке, основанной на реальной истории молодой индийской женщины, которая после договорного брака с мужчиной из индийской диаспоры мигрировала в Торонто и стала жертвой домашнего насилия. Для подготовки к роли, актриса прочитала несколько книг и посмотрела несколько документальных фильмов о насилии в семье. Так как она не знала панджаби, ей пришлось пройти ускоренный пятидесятидневный курс по изучению языка. В конце концов, она назвала этот фильм своим наиболее сложным проектом, так как он помог ей «прояснить всё, чем Прити Зинта является». «Небеса на земле» был показан на нескольких кинофестивалях и, после выхода, получил лучшие отзывы в карьере Прити. Роль принесла ей «Серебряный Хьюго» кинофестиваля в Чикаго за «её сильное, но тонкое исполнение роли женщины, изо всех сил пытающейся сохранить свои мечты, несмотря жестокие реалии». Она также была номинирована на несколько других канадских кинопремий, включая «Джини».
После выхода «Небес на земле» Зинта взяла двухгодичный творческий отпуск, позднее объяснив это тем, что хотела сфокусироваться на своей крикетной команде. В 2011 году она основала собственный продюсерскую компанию PZNZ Media. Два года спустя, после многочисленных задержек вышел её первый фильм под собственным баннером — романтическая комедия Према Раджа «Любовь в Париже», в котором она также выступила в роли сценариста и продюсера. Зинта сыграла роль парижанки индийско-французского происхождения. Для этого ей потребовалось изучить французский язык, следовать строгой диете и заняться фитнесом, для чего она воспользовалась услугами знаменитого тренера Трейси Андерсон. К несчастью, фильм провалился в прокате и получил в основном негативные отзывы, а на счёт Прити мнения критиков разделились. Сония Чопра из Sify назвала её «чрезвычайно симпатичной» и добавила, что она «хорошая актриса, проницательный продюсер и… сценарист». Раджа Сен был более критичен к её персонажу и исполнению и написал: «Её глаза сверкают рвением прыгающей белки, даже когда они не должны… Слишком много энтузиазма, слишком много преувеличений в характере её героини, которая всё время пожимает плечами, быстро и непрерывно кивает, как большой болванчик».
В ноябре 2013 Прити Зинта приступила к съёмкам комедийного боевика Bhaiyyaji Superhitt режиссёра Нираджа Патхака, где она играет жену персонажа Санни Деола.

## Личная жизнь
29 февраля 2016 года Зинта вышла замуж за своего американского партнёра Джина Гуденафа на частной церемонии в Лос-Анджелесе. Гуденаф является старшим вице-президентом по финансам в «NLine Energy», американской гидроэнергетической компании. После свадьбы Зинта переехала в Лос-Анджелес; она часто посещает Индию. 11 ноября 2021 года, с помощью суррогатного материнства, у супругов родились сын и дочь-близнецы — Джай Зинта Гуденаф и Джия Зинта Гуденаф.

## Фильмография
| Год  |     | Русское название              | Оригинальное название               | Роль                       |
| ---- | --- | ----------------------------- | ----------------------------------- | -------------------------- |
| 2014 | ф   | Счастливый конец              | Happy Ending                        | Дивья                      |
| 2013 | ф   | Любовь в Париже               | Ishkq in Paris                      | Ишк                        |
| 2009 | ф   | Мистер и миссис Кханна        | Main Aur Mrs Khanna                 | Хасина Джагамджия          |
| 2008 | ф   | Эту пару создал Бог           | Rab Ne Bana Di Jodi                 | камео в песне              |
| 2008 | ф   | Герои                         | Heroes                              | Кулджит Сингх              |
| 2008 | ф   | Небеса на земле               | Heaven on Earth (пандж.)            | Чанд                       |
| 2008 | ф   | Муки совести                  | Halla Bol                           | играет саму себя           |
| 2007 | ф   | Ом Шанти Ом                   | Om Shanti Om                        | камео в песне              |
| 2007 | ф   | Последний Лир                 | The Last Lear (англ.)               | Шабнам                     |
| 2007 | ф   | Встреча подарившая любовь     | Jhoom Barabar Jhoom                 | Алвира Хан                 |
| 2006 | ф   | Моя любимая                   | Jaan-E-Mann                         | Пия Гоял                   |
| 2006 | ф   | Никогда не говори «Прощай»    | Kabhi Alvida Naa Kehna              | Рия Саран                  |
| 2006 | ф   | Крриш                         | Krrish                              | Ниша                       |
| 2006 | ф   | Чужой                         | Alag: He Is Different… He Is Alone… | камео в песне «Sabse Alag» |
| 2005 | ф   | Салам Намасте                 | Salaam Namaste                      | Амбар Мальхотра            |
| 2005 | ф   | Мы будем любить               | Khullam Khulla Pyaar Karen          | Прити                      |
| 2004 | ф   | Вир и Зара                    | Veer-Zaara                          | Зара Хаят Хан              |
| 2004 | ф   | Сердце, не перестающее биться | Dil Ne Jise Apna Kahaa              | доктор Паринита            |
| 2004 | док | Внешний мир Шахрух Хана       | The Outer World Of Shah Rukh Khan   | играет саму себя           |
| 2004 | ф   | Цель жизни                    | Lakshya                             | Ромита Датта               |
| 2003 | ф   | Наступит завтра или нет       | Kal Ho Naa Ho                       | Нэйна Кэтрин Капур         |
| 2003 | ф   | Ты не одинок                  | Koi… Mil Gaya                       | Ниша                       |
| 2003 | ф   | Надежда                       | Armaan                              | Сония Капур                |
| 2003 | ф   | Из воспоминаний               | Hero                                | Решма / Руксар             |
| 2002 | ф   | Мне нужна только любовь       | Dil Hai Tumhaara                    | Шалу                       |
| 2001 | ф   | Виражи судьбы                 | Yeh Raaste Hain Pyaar Ke            | Шакши                      |
| 2001 | ф   | Любящие сердца                | Dil Chahta Hai                      | Шалини                     |
| 2001 | ф   | Чужой ребёнок                 | Chori Chori Chupke Chupke           | Мадхубала                  |
| 2001 | ф   | Неистовый                     | Farz                                | Каджал Сингх               |
| 2000 | ф   | Миссия «Кашмир»               | Mission Kashmir                     | Зульфи Парвез              |
| 2000 | ф   | Каждое любящее сердце         | Har Dil Jo Pyar Karega              | Джанви                     |
| 1999 | ф   | Легкомысленная девчонка       | Kya Kehna                           | Прия Бакши                 |
| 1999 | ф   | Очарован тобой                | Dillagi                             | Рани                       |
| 1999 | ф   | Криминальный роман            | Sangharsh                           | офицер Рита Оберой         |
| 1999 | ф   | Принц № 1                     | Raja Kumarudu (тел.)                | Рани                       |
| 1998 | ф   | Жених из Бомбея               | Premante Idera (тел.)               | Сайладжа                   |
| 1998 | ф   | Доброе имя                    | Soldier                             | Прити Сингх                |
| 1998 | ф   | Любовь с первого взгляда      | Dil Se                              | Прити Наир                 |

## Награды
Национальные
- 1999 — Screen Award самой многообещающей актрисе-новичку — «Доброе имя»[67]
- 1999 — Zee Cine Award за лучший женский дебют — «Доброе имя»[68]
- 1999 — Filmfare Award за лучшую дебютную женскую роль — «Любовь с первого взгляда»[69]
- 2001 — Sansui Award за лучшую женскую роль — «Легкомысленная девчонка»[70]
- 2003 — Zee Cine Award Королеве Сердец[71]
- 2004 — Filmfare Award за лучшую женскую роль — «Наступит завтра или нет»[72][73][74]
- 2004 — IIFA Awards за лучшую женскую роль — «Наступит завтра или нет»[75]
- 2004 — Sansui Award за лучшую женскую роль — «Наступит завтра или нет»[74]
- 2004 — Stardust Award звезде года (женская) — «Наступит завтра или нет»[74]
- 2004 — Zee Cine Award Супер-звезде года (женская) — «Наступит завтра или нет»[76]
- 2005 — Screen Award паре № 1 — «Вир и Зара» (вместе с Шахрух Ханом)
- 2005 — Stardust Award звезде года (женская) — «Вир и Зара»[77]
- 2005 — IIFA Awards Диве Стиля года[78]
- 2006 — IIFA Awards Самая Гламурная Звезда года[79]
- 2010 — Stardust Award за лучшую женскую роль — «Небеса на земле»[80]

Международные
- 2008 — «Серебряный Хьюго» на Международном кинофестивале в Чикаго — «Небеса на земле»[49]
- 2009 — номинация Vancouver Film Critics Circle Award за лучшую женскую роль в канадском фильме — «Небеса на земле»[81]
- 2009 — номинация Джини за лучшую женскую роль — «Небеса на земле»[50]